# Przywry monogeniczne
Przywry monogeniczne, jednorodce (Monogenea), przywry monogenetyczne (Monogenoidea) – podgromada płazińców (Platyhelminthes) obejmująca około 1500 pasożytniczych gatunków przywr (Trematoda), występujących w różnych częściach świata. W faunie Polski odnotowano 126 gatunków (wiele z nich to gatunki zawleczone, które mogą powodować znaczne szkody w hodowlach ryb).
Początkowo nazywano je skrzelowcami (Pectobothridia), ponieważ znajdowano je wyłącznie na skrzelach ryb. Obecnie nazwa skrzelowce uważana jest za nieprawidłową, ponieważ nie obejmuje wszystkich przedstawicieli gromady Monogenea. Przywry monogeniczne pasożytują głównie na skrzelach, skórze oraz w jamie gębowej wodnych kręgowców (ryb, płazów i gadów). Tylko jeden gatunek pasożytuje na hipopotamach (pod powieką), a nieliczne na bezkręgowcach.
Przywry monogeniczne są wyposażone w dwa narządy czepne (prohaptor i opisthaptor) umożliwiające im przyczepienie się do żywiciela. Ich cykl życiowy jest zwykle monokseniczny (mają jednego żywiciela). Posiadają powolny metabolizm, więc zapotrzebowanie na tlen jest zaspokajane przez wymianę gazową bezpośrednio przez powierzchnię ciała. Wszystkie są hermafrodytami, jajorodne, w rozwoju występuje larwa onkomiracydium. Gatunki z rodziny Diplozoidae łączą się na stałe przewodami płciowymi (np. Diplozoon paradoxum), a ich larwa to diporpa.
Na podstawie budowy opisthaptoru wyróżniono dwie podgromady przywr monogenetycznych:
- Monopisthocotylea,
- Polyopisthocotylea.